# Grzybieńczyk wodny

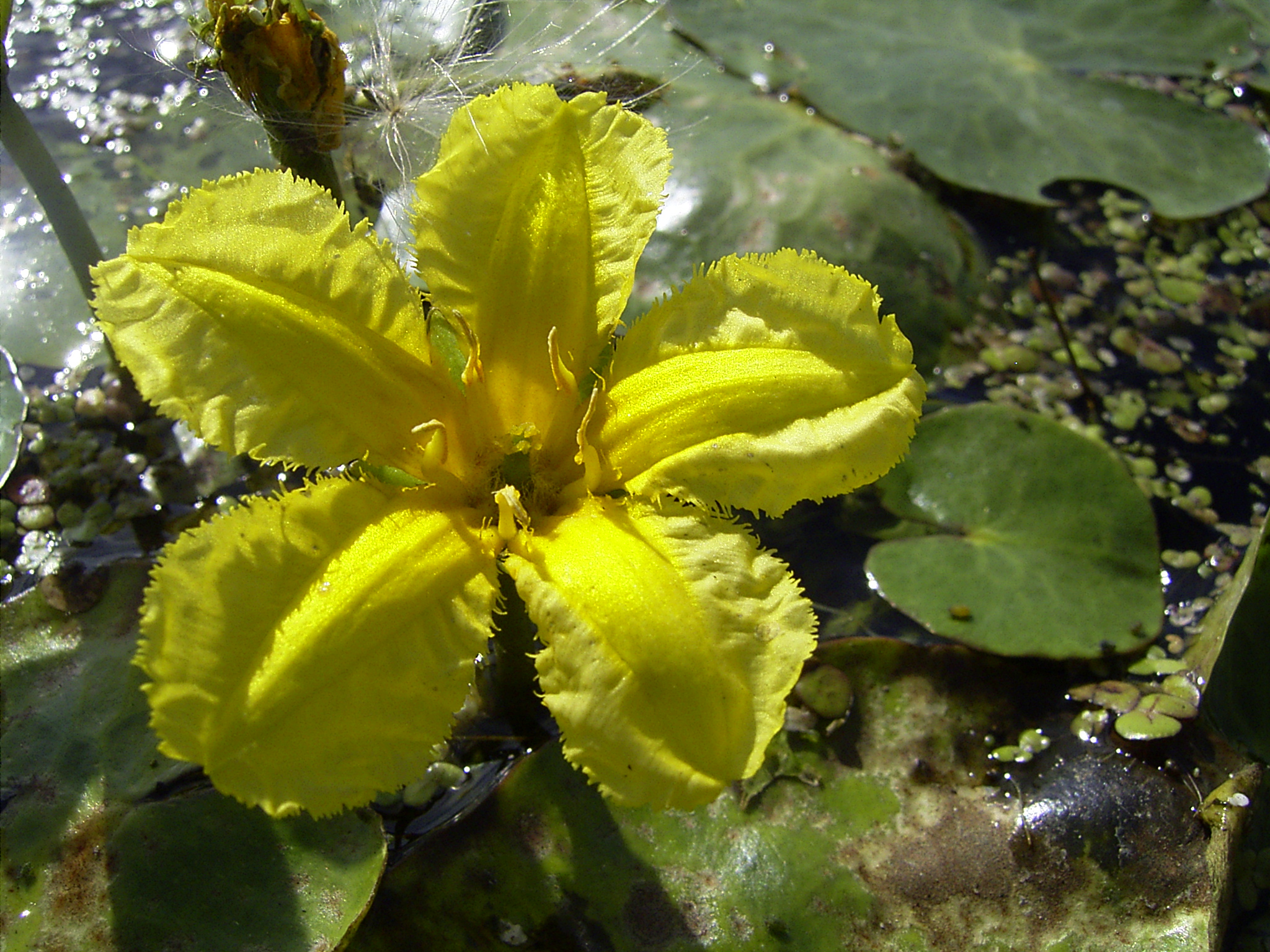
Kwiat

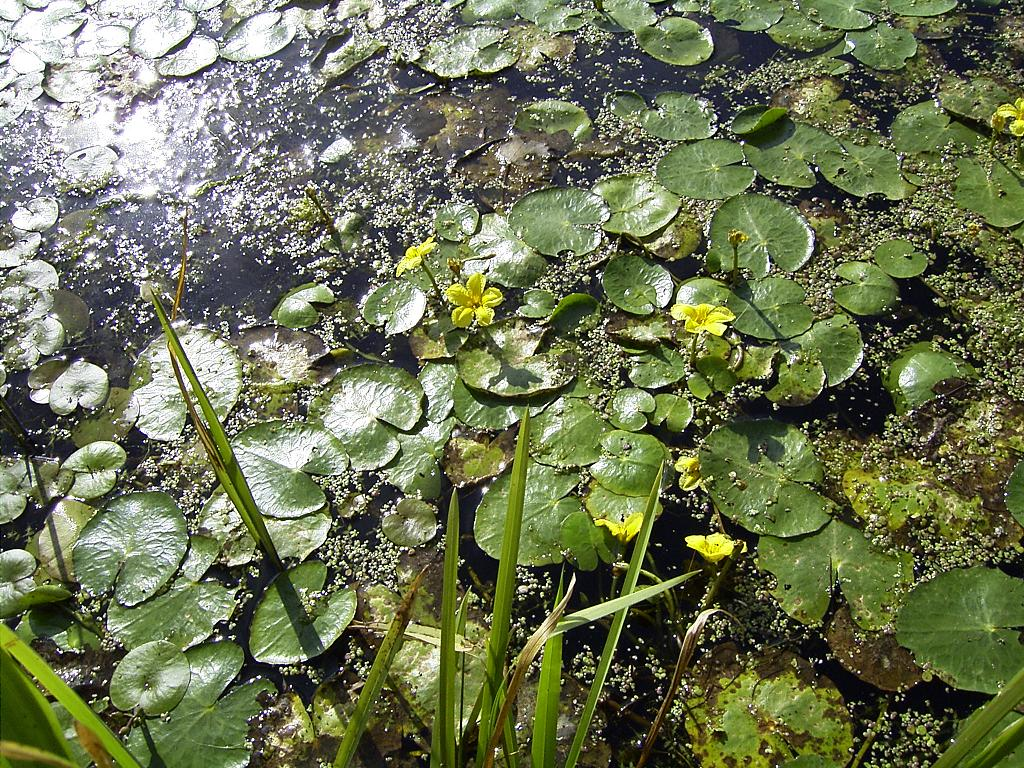

Grzybieńczyk wodny (Nymphoides peltata (S. G. Gmel.) Kuntze) – gatunek byliny należący do rodziny bobrkowatych (Menyanthaceae). Roślina wodna występująca w Europie i Azji, zawleczona do Ameryki Północnej. W Polsce rzadka, objęta ochroną prawną i narażona na wymarcie. Bywa uprawiana jako roślina ozdobna w oczkach wodnych.

## Rozmieszczenie geograficzne
Pochodzi z obszarów Europy i Azji o umiarkowanym klimacie (na wschodzie po Chiny i Japonię), ale występuje również w Indiach na obszarze klimatu tropikalnego. Jako gatunek zawleczony rozprzestrzenił się w Ameryce Północnej. W Szwecji i Irlandii jest uważany za obcy gatunek inwazyjny i zwalczany. W Polsce rodzimy, występuje wyłącznie na niżu i jest rośliną bardzo rzadką. Na większości dawniej podawanych stanowisk gatunek ten już wyginął.

## Morfologia
PokrójRoślina wodna o pływających na powierzchni wody liściach i z kłączem płożącym się na dnie. Unoszenie się liści na powierzchni wody umożliwia dobrze rozwinięta tkanka powietrzna zawierająca system przestrzeni międzykomórkowych wypełnionych powietrzem. Przestrzenie takie znajdują się we wszystkich częściach rośliny, z wyjątkiem korzeni i kłączy.
KłączeWalcowate i rozgałęzione. Płoży się na dnie zbiorników wodnych osiągając długość do 1,6 m.
LiścieUlistnienie skrętoległe. Liście pływające po powierzchni wody. Mają okrągławy kształt z sercowatą nasadą i długi, błoniasto oskrzydlony, długi i pochwiasto rozszerzony w nasadzie ogonek. Blaszka całobrzega, skórzasta i lśniąca, na górnej stronie ciemnozielona, na dolnej czerwonofioletowa lub szarozielona.
KwiatyNa długich szypułkach (do 10 cm długości) w pęczkach po 2–5 wystają ponad wodą tworząc baldachowaty kwiatostan. Kielich składa się z 5 zielonych, lancetowatych i tępo zakończonych działek. Korona składa się z 5 płatków złocistożółtej barwy o długości 1,5–2 cm. Korona tworzy krótki lejek, a jej rzęsowato ząbkowane płatki są szeroko rozpostarte. Wewnątrz kwiatu pojedynczy słupek z grubą szyjką i pałeczkowatym znamieniem oraz 5 pręcików międzyległych płatkom. Występuje heterostylia.
OwocJajowata torebka o długości do 2,5 cm. Zawiera silnie spłaszczone nasiona z haczykowatymi włoskami.

## Biologia i ekologia
RozwójBylina, hydrofit, geofit ryzomowy. Roślina kwitnie od czerwca do września, zapylana jest przez owady. Kwiaty rozwijają się stopniowo, pojedynczy kwiat kwitnie tylko przez jeden dzień. Mięsiste owoce rozwijają się pod wodą, po dojrzeniu odpadają od rośliny. Ich łupina jest odporna na nasiąkanie wodą i posiadają tkankę powietrzną. Dzięki temu przez jakiś czas mogą utrzymywać się na powierzchni. Rozsiewane są przez wodę (hydrochoria), ale również przez ptaki wodne (epizoochoria). Nasiona kiełkują w strefie brzegowej zbiorników wodnych. Może się rozmnażać wegetatywnie, z oderwanych i przenoszonych przez wodę części rośliny.
SiedliskoWystępuje w eutroficznych wodach stojących lub wolno płynących o mulistym dnie; w stawach, starorzeczach, zakolach wód i płytkich jeziorach, w których latem woda dobrze nagrzewa się. Jest jednym z gatunków biorących udział we wczesnym etapie zarastania wód. W niektórych miejscach, przy masowym wystąpieniu może w tym procesie odgrywać dużą rolę. Rośnie w wodach słodkich, jednak znosi niewielkie zasolenie (występuje np. w Zalewie Szczecińskim).
FitosocjologiaW klasyfikacji zbiorowisk roślinnych gatunek charakterystyczny dla Ass. Nymphoideum peltatae.
GenetykaLiczba chromosomów 2n = 54.

## Zagrożenia i ochrona
Roślina objęta w Polsce ścisłą ochroną gatunkową. Kategorie zagrożenia gatunku:
- Kategoria zagrożenia w Polsce według Czerwonej listy roślin i grzybów Polski (2006)[15]: [V] (narażony na wyginięcie na izolowanych stanowiskach, poza głównym obszarem występowania); 2016: VU (narażony)[16].
- Kategoria zagrożenia w Polsce według Polskiej czerwonej księgi roślin[17]: VU (narażony).

Jeszcze pod koniec XX w. było w Polsce 50 stanowisk tej rośliny, w 2006 r. stwierdzono ją tylko na 25 stanowiskach. Zagraża mu zanieczyszczenie wód i naturalne zarastanie płytkich zbiorników wodnych, w których występuje.

## Zastosowanie
Ze względu na dekoracyjne kwiaty bywa czasami uprawiany jako roślina ozdobna w większych oczkach wodnych. Rośliny rozmnażane są przez podział kłączy pod koniec zimy lub wczesną wiosną. Sadzi się je na głębokości 10–45 cm. Strefy mrozoodporności 6-10.